# Вестерло (футбольний клуб)
«Вестерло» (нід. Westerlo) — бельгійський футбольний клуб із однойменного міста, заснований 1898 року. Із сезону 1997-98 виступає у найвищому дивізіоні Бельгії, де його найбільшим досягненням було 6-те місце у 1999-2000, 2003-04 та 2008-09. Єдиним трофеєм клубу є кубок Бельгії 2001 року, а єдиним гравцем зі складу команди, якого викликали до національної збірної, є Тоні Броньйо. Клуб було засновано 1933 року і зареєстровано в Королівській бельгійській футбольній асоціації 1935 року.

## Склад команди
Станом на 29 квітня 2025
| №  | Поз. | Нац.        | Гравець             |
| -- | ---- | ----------- | ------------------- |
| 3  | ЗХ   | Кот-д'Івуар | Бакарі Айдара       |
| 4  | ПЗ   | Бельгія     | Матіас Фіксей       |
| 7  | НП   | Іран        | Аллах'яр Сайядманеш |
| 9  | НП   | Хорватія    | Матія Фріган        |
| 10 | ПЗ   | Іспанія     | Антоніо Кордеро     |
| 13 | НП   | Японія      | Іса Сакамото        |
| 15 | ПЗ   | Україна     | Сергій Сидорчук     |
| 18 | ПЗ   | США         | Гріффін Йоу         |
| 19 | НП   | Алжир       | Іслам Слімані       |
| 20 | ВР   | Бельгія     | Нік Гіллекенс       |
| 22 | ЗХ   | США         | Браян Рейнольдс     |
| 23 | ЗХ   | Бельгія     | Рубін Сейгерс       |

| №  | Поз. | Нац.       | Гравець                    |
| -- | ---- | ---------- | -------------------------- |
| 25 | ЗХ   | Бельгія    | Тюр Ромменс                |
| 30 | ВР   | Бельгія    | Кун Ван Лангендонк         |
| 32 | ЗХ   | Болгарія   | Едіссон Йорданов           |
| 33 | ЗХ   | Росія      | Роман Нойштедтер (капітан) |
| 34 | ПЗ   | Туреччина  | Догуджан Хасполат          |
| 39 | ПЗ   | Бельгія    | Томас Ван ден Кейбус       |
| 40 | ЗХ   | Туреччина  | Емін Байрам                |
| 46 | ЗХ   | Бельгія    | Артюр П'єдфор              |
| 49 | НП   | США        | Хуліан Пласіас             |
| 73 | ПЗ   | Бельгія    | Амандо Лапаж               |
| 77 | ПЗ   | Коста-Рика | Хосімар Алькосер           |
| 90 | НП   | Іспанія    | Начо Феррі                 |
| 99 | ВР   | Данія      | Андреас Юнгдаль            |

## Досягнення
Кубок Бельгії
- Володар кубка (1): 2001
- Фіналіст (1): 2011

Суперкубок Бельгії
- Фіналіст (1): 2001